# Схема ускоренного переноса
Схе́ма уско́ренного перено́са — комбинационная логическая схема, входит в арифметико-логическое устройство большинства современных ЭВМ микропроцессоров и микроконтроллеров.
Предназначена для параллельного формирования битов переноса при сложении двоичных чисел в сумматоре. Обычно строится каскадным способом, состоит из нескольких схем ускоренного переноса меньшей разрядности, обычно равной натуральной степени числа 2, но существуют и однокаскадные схемы ускоренного переноса, формирующие сигналы переноса для всех битов слова одновременно.
Преимущество этой схемы в сравнении с последовательным соединением двоичных сумматоров — существенное ускорение арифметических операций. Недостаток — используется большее количество логических элементов.

## Принцип работы
Термины:

Carry Lookahead Unit (CLU) — схема ускоренного переноса.

Carry Look-ahead Adder (CLA) — схема сумматора с ускоренным переносом.

Group propagate (PG) — групповой сигнал распространения переноса.

Group generate (GG) — групповой сигнал генерации переноса.
При использовании схемы ускоренного переноса (LCU) каждый одинарный разряд сумматора вырабатывает сигнал генерации переноса ({\displaystyle g_{n}}) и сигнал распространения переноса ({\displaystyle p_{n}}).

## 4-битная схема

4-битный сумматор со схемой ускоренного переноса.

Одинарные разряды сумматора объединяются в группы по четыре одинарных разряда в каждой группе. Схема ускоренного переноса вырабатывает сигналы переноса {\displaystyle C_{1},C_{2},C_{3},C_{4},} групповой сигнал генерации переноса (GG) и групповой сигнал распространения переноса (PG).
Выведем схему ускоренного переноса. Условимся точкой ({\displaystyle \cdot }) обозначать логическое И (AND), знаком сложения (+) — логическое ИЛИ (OR), символом {\displaystyle \oplus } — сложение по модулю 2 ИСКЛЮЧАЮЩЕЕ ИЛИ (XOR).
Выражение переноса полного двоичного сумматора записывается в виде:
{\displaystyle C_{i+1}=a_{i}\cdot b_{i}+b_{i}\cdot C_{i}+C_{i}\cdot a_{i}}
Вынесем {\displaystyle C_{i}} за скобки:
{\displaystyle C_{i+1}=a_{i}\cdot b_{i}+(a_{i}+b_{i})\cdot C_{i}}
Таблица истинности этого выражения эквивалентна следующему:
{\displaystyle C_{i+1}=a_{i}\cdot b_{i}+(a_{i}\oplus b_{i})\cdot C_{i}}
Последнее выражение удобно для построения полного суммирующего элемента, так как переиспользуется операция {\displaystyle \oplus }, необходимая для вычисления суммы. Исходное удобно для построения отдельной схемы с ускоренным переносом, так как логическое или проще в реализации чем исключающее или.
Для удобства записи сделаем замену {\displaystyle a_{i}\cdot b_{i}=G_{i}}; {\displaystyle a_{i}+b_{i}=P_{i}} либо {\displaystyle a_{i}\oplus b_{i}=P_{i}}:
{\displaystyle C_{i+1}=G_{i}+P_{i}\cdot C_{i}}
Распишем выражения переноса для первых четырёх разрядов:
{\displaystyle C_{1}=G_{0}+P_{0}\cdot C_{0}}
{\displaystyle C_{2}=G_{1}+P_{1}\cdot C_{1}}
{\displaystyle C_{3}=G_{2}+P_{2}\cdot C_{2}}
{\displaystyle C_{4}=G_{3}+P_{3}\cdot C_{3}}
Подставим {\displaystyle C_{1}} в {\displaystyle C_{2}}, {\displaystyle C_{2}} в {\displaystyle C_{3}}, {\displaystyle C_{3}} в {\displaystyle C_{4}}:
{\displaystyle C_{1}=G_{0}+P_{0}\cdot C_{0}}
{\displaystyle C_{2}=G_{1}+G_{0}\cdot P_{1}+P_{0}\cdot P_{1}\cdot C_{0}}
{\displaystyle C_{3}=G_{2}+G_{1}\cdot P_{2}+G_{0}\cdot P_{1}\cdot P_{2}+P_{0}\cdot P_{1}\cdot P_{2}\cdot C_{0}}
{\displaystyle C_{4}=G_{3}+G_{2}\cdot P_{3}+G_{1}\cdot P_{2}\cdot P_{3}+G_{0}\cdot P_{1}\cdot P_{2}\cdot P_{3}+P_{0}\cdot P_{1}\cdot P_{2}\cdot P_{3}\cdot C_{0}}
Групповой сигнал генерации переноса {\displaystyle GG} и групповой сигнал распространения переноса {\displaystyle PG} формируются следующим образом:
{\displaystyle PG=P_{0}\cdot P_{1}\cdot P_{2}\cdot P_{3}}
{\displaystyle GG=G_{3}+G_{2}\cdot P_{3}+G_{1}\cdot P_{2}\cdot P_{3}+G_{0}\cdot P_{1}\cdot P_{2}\cdot P_{3}}
4-битная схема ускоренного переноса выпускается в интегральном исполнении, например: SN74182 (ТТЛ), MC10179 (ЭСЛ) и MC14582, 564ИП4 (выполненная по технологии КМОП).

## 16-битная схема
16-разрядный сумматор может быть создан путём объединения четырёх 4-битных сумматоров с четырьмя схемами ускоренного переноса (4-bit CLA Adder), дополненных пятой схемой ускоренного переноса, которая используется для обработки групповых сигналов генерации переноса — GG и распространения переноса — PG.
Принимаемые на входе сигналы распространения переноса ({\displaystyle PG}) и генерируемые каждой их четырёх схем сигналы (GG). Затем, схема ускоренного переноса генерирует соответствующие сигналы.
Предположим, что {\displaystyle P_{i}} это сигналы PG и {\displaystyle G_{i}} это GG из iй, то выходные биты устанавливаются следующим образом:
{\displaystyle C_{4}=G_{0}+P_{0}\cdot C_{0}}
{\displaystyle C_{8}=G_{4}+P_{4}\cdot C_{4}}
{\displaystyle C_{12}=G_{8}+P_{8}\cdot C_{8}}
{\displaystyle C_{16}=G_{12}+P_{12}\cdot C_{12}}
Подставляя {\displaystyle C_{4}} сперва в {\displaystyle C_{8}}, затем {\displaystyle C_{8}} в {\displaystyle C_{12}}, затем {\displaystyle C_{12}} в {\displaystyle C_{16}} получаем следующее выражение:
{\displaystyle C_{4}=G_{0}+P_{0}\cdot C_{0}}
{\displaystyle C_{8}=G_{4}+G_{0}\cdot P_{4}+P_{0}\cdot P_{4}\cdot C_{0}}
{\displaystyle C_{12}=G_{8}+G_{4}\cdot P_{8}+G_{0}\cdot P_{4}\cdot P_{8}+P_{0}\cdot P_{4}\cdot P_{8}\cdot C_{0}}
{\displaystyle C_{16}=G_{12}+G_{8}\cdot P_{12}+G_{4}\cdot P_{8}\cdot P_{12}+G_{0}\cdot P_{4}\cdot P_{8}\cdot P_{12}+P_{0}\cdot P_{4}\cdot P_{8}\cdot P_{12}\cdot C_{0}}
{\displaystyle C_{4}} соответственно генерирует бит переноса на вход второй схемы; {\displaystyle C_{8}} на вход третьей; {\displaystyle C{12}} на вход четвёртой; и {\displaystyle C_{16}} генерирует бит переполнения.
Кроме того, можно указать сигналы распространения переноса и генерации переноса для схемы ускоренного переноса:

16-разрядный сумматор со схемой ускоренного переноса.

{\displaystyle P_{LCU}=P_{0}\cdot P_{4}\cdot P_{8}\cdot P_{12}}
{\displaystyle G_{LCU}=G_{12}+G_{8}\cdot P_{12}+G_{4}\cdot P_{12}\cdot P_{8}+G_{0}\cdot P_{12}\cdot P_{8}\cdot P_{4}}

## 64-битная схема
Объединив четыре схемы сумматора и схему ускоренного переноса вместе, получим 16-битный сумматор. Четыре таких блока могут быть объединены в 64-разрядный сумматор. Дополнительные схемы ускоренного переноса (второго уровня) необходимы, чтобы принимать сигналы распространения переноса ({\displaystyle P_{LCU}}) и сигналы генерации переноса({\displaystyle G_{LCU}}) от каждой схемы сумматора.

64-разрядный сумматор со схемой ускоренного переноса второго уровня.

## Достоинства и недостатки
Достоинства:
- Высокая скорость работы.

Недостатки:
- Бо́льшие затраты оборудования

Схемы формирования параллельного переноса имеют существенное преимущество в скорости перед схемами последовательного переноса.